# Fredede bygninger i Norddjurs Kommune
Denne liste over fredede bygninger i Norddjurs Kommune viser alle fredede bygninger i Norddjurs Kommune, bortset fra kirker. Listen bygger på data fra Kulturarvsstyrelsen.
| Sagsnavn                 | Komplekstype              | Opførelsesår | Adresse                            | Koordinater                                   | Fredningsår (1. fredning) | ID (Link til Kulturarv.dk) | Billede     |
| ------------------------ | ------------------------- | ------------ | ---------------------------------- | --------------------------------------------- | ------------------------- | -------------------------- | ----------- |
| Anholt Fyr               | Fyrstation                | 1826         | Ørkenvej 100, 8592 Anholt          | 56°44′10″N 11°39′02″Ø / 56.73607°N 11.65068°Ø |                           | 707-8474-1                 | Upload foto |
| Auning Hospital          |                           | 1770         | Kirkegade 19, 8963 Auning          | 56°26′00″N 10°22′37″Ø / 56.43342°N 10.37698°Ø |                           | 707-113350-1               | Upload foto |
| Avlsgården               |                           | 1722         | Randersvej 4, 8963 Auning          | 56°26′18″N 10°20′31″Ø / 56.43827°N 10.34202°Ø |                           | 707-112738-2               | Upload foto |
| Avlsgården               |                           | 1610         | Randersvej 4, 8963 Auning          | 56°26′18″N 10°20′31″Ø / 56.43827°N 10.34202°Ø |                           | 707-112738-3               | Upload foto |
| Avlsgården               |                           | 1610         | Randersvej 4, 8963 Auning          | 56°26′18″N 10°20′31″Ø / 56.43827°N 10.34202°Ø |                           | 707-112738-4               | Upload foto |
| Avlsgården               |                           | 1610         | Randersvej 4, 8963 Auning          | 56°26′18″N 10°20′31″Ø / 56.43827°N 10.34202°Ø |                           | 707-112738-6               | Upload foto |
| Avlsgården               |                           | 1610         | Randersvej 4, 8963 Auning          | 56°26′18″N 10°20′31″Ø / 56.43827°N 10.34202°Ø |                           | 707-112738-7               | Upload foto |
| Avlsgården               |                           | 1610         | Randersvej 6, 8963 Auning          | 56°26′18″N 10°20′35″Ø / 56.43832°N 10.34301°Ø |                           | 707-112738-8               | Upload foto |
| Gammel Estrup            |                           | 1700         | Randersvej 2, 8963 Auning          | 56°26′17″N 10°20′40″Ø / 56.43793°N 10.34439°Ø |                           | 707-112730-1               | Upload foto |
| Gammel Estrup            |                           | 1700         | Randersvej 2, 8963 Auning          | 56°26′17″N 10°20′40″Ø / 56.43793°N 10.34439°Ø |                           | 707-112730-2               | Upload foto |
| Grenaa gamle Rådhus      | Den gamle arrest          | 1879         | Mogensgade 1A, 8500 Grenaa         | 56°24′51″N 10°52′32″Ø / 56.41405°N 10.87558°Ø |                           | 707-57572-1                | Upload foto |
| Grenaa gamle Rådhus      | Turistkontor/ældre rådhus | 1805         | Torvet 1, 8500 Grenaa              | 56°24′50″N 10°52′32″Ø / 56.41383°N 10.87548°Ø |                           | 707-57572-2                | Upload foto |
| Grenaa Vandværk          | Vandværk                  | 1907         | Bavnehøjvej 1A, 8500 Grenaa        | 56°25′02″N 10°52′03″Ø / 56.41728°N 10.86758°Ø |                           | 707-100002-1               | Upload foto |
| Hammelev Præstegård      | Beboelse                  | 1765         | Hammelevvej 62, 8500 Grenaa        | 56°26′41″N 10°53′50″Ø / 56.44469°N 10.89733°Ø |                           | 707-23708-1                | Upload foto |
| Hammelev Præstegård      |                           | 1975         | Hammelevvej 62, 8500 Grenaa        | 56°26′41″N 10°53′50″Ø / 56.44469°N 10.89733°Ø |                           | 707-23708-2                | Upload foto |
| Holbækgård               |                           | 1560         | Holbækgårdsvej 20, 8950 Ørsted     | 56°33′53″N 10°16′30″Ø / 56.56469°N 10.27501°Ø |                           | 707-108157-1               | Upload foto |
| Katholm                  | Hovedanlæg                | 1588         | Katholm 1, 8500 Grenaa             | 56°21′36″N 10°53′34″Ø / 56.35999°N 10.89268°Ø |                           | 707-32464-1                | Upload foto |
| Lillegade 2, Grenaa      | Byejendom                 | 1893         | Lillegade 2A, 8500 Grenaa          | 56°24′50″N 10°52′31″Ø / 56.41383°N 10.87520°Ø |                           | 707-37008-1                | Upload foto |
| Lillegade 39, Grenaa     | Beboelse og kro           | 1751         | Lillegade 39A, 8500 Grenaa         | 56°24′55″N 10°52′16″Ø / 56.41540°N 10.87107°Ø |                           | 707-37458-1                | Upload foto |
| Lillegade 50, Grenaa     | Beboelse                  | 1770         | Lillegade 50A, 8500 Grenaa         | 56°24′58″N 10°52′11″Ø / 56.41621°N 10.86960°Ø |                           | 707-37563-1                | Upload foto |
| Lykkesholm               | Stuehus                   | 1804         | Ballevej 30, 8570 Trustrup         | 56°19′49″N 10°48′05″Ø / 56.33041°N 10.80139°Ø |                           | 707-38667-1                | Upload foto |
| Løvenholm                |                           | 1576         | Løvenholmvej 66, 8963 Auning       | 56°27′05″N 10°26′38″Ø / 56.45146°N 10.44379°Ø |                           | 707-112111-1               | Upload foto |
| Mejlgård                 |                           | 1573         | Meilgaardvej 15, 8585 Glesborg     | 56°30′11″N 10°39′31″Ø / 56.50299°N 10.65870°Ø |                           | 707-100368-1               | Upload foto |
| Mommes Stiftelse, Grenaa | Etagebeboelse             | 1894         | Østergade 22, 8500 Grenaa          | 56°24′48″N 10°52′47″Ø / 56.41330°N 10.87976°Ø |                           | 707-61308-1                | Upload foto |
| Rimsø Præstegård         |                           | 1600         | Toresvej 2, 8500 Grenaa            | 56°28′44″N 10°47′42″Ø / 56.47892°N 10.79501°Ø |                           | 707-101067-1               | Upload foto |
| Rimsø Præstegård         |                           | 1600         | Toresvej 2, 8500 Grenaa            | 56°28′44″N 10°47′42″Ø / 56.47892°N 10.79501°Ø |                           | 707-101067-2               | Upload foto |
| Smedestræde 2, Grenaa    | Den gamle smedje/beboelse | 1849         | Smedestræde 2, 8500 Grenaa         | 56°24′53″N 10°52′25″Ø / 56.41469°N 10.87349°Ø |                           | 707-51353-1                | Upload foto |
| Sostrup, Benzon (tidl.)  |                           | 1400         | Maria Hjerte Engen 1, 8500 Grenaa  | 56°29′46″N 10°49′26″Ø / 56.49606°N 10.82383°Ø |                           | 707-100411-5               | Upload foto |
| Sostrup, Benzon (tidl.)  |                           | 1599         | Maria Hjerte Engen 2, 8500 Grenaa  | 56°29′52″N 10°49′27″Ø / 56.49778°N 10.82416°Ø |                           | 707-100411-7               | Upload foto |
| Sostrup, Benzon (tidl.)  |                           | 1860         | Maria Hjerte Engen 3, 8500 Grenaa  | 56°29′48″N 10°49′26″Ø / 56.49668°N 10.82379°Ø |                           | 707-100411-1               | Upload foto |
| Sostrup, Benzon (tidl.)  |                           | 1550         | Maria Hjerte Engen 3, 8500 Grenaa  | 56°29′48″N 10°49′26″Ø / 56.49668°N 10.82379°Ø |                           | 707-100411-2               | Upload foto |
| Sostrup, Benzon (tidl.)  |                           | 1860         | Maria Hjerte Engen 3, 8500 Grenaa  | 56°29′48″N 10°49′26″Ø / 56.49668°N 10.82379°Ø |                           | 707-100411-3               | Upload foto |
| Sostrup, Benzon (tidl.)  |                           | 1660         | Maria Hjerte Engen 4, 8500 Grenaa  | 56°29′53″N 10°49′19″Ø / 56.49819°N 10.82189°Ø |                           | 707-100411-4               | Upload foto |
| Sostrup, Benzon (tidl.)  |                           | 1800         | Maria Hjerte Engen 47, 8500 Grenaa | 56°29′49″N 10°49′17″Ø / 56.49704°N 10.82152°Ø |                           | 707-100411-6               | Upload foto |
| Stenalt                  |                           | 1799         | Stenaltvej 8, 8950 Ørsted          | 56°30′31″N 10°17′28″Ø / 56.50857°N 10.29112°Ø |                           | 707-109543-1               | Upload foto |
| Stokkebro 60             |                           | 1855         | Stokkebro 60, 8500 Grenaa          | 56°30′14″N 10°49′31″Ø / 56.50390°N 10.82517°Ø |                           | 707-100539-1               | Upload foto |
| Stokkebro 60             |                           | 1775         | Stokkebro 60, 8500 Grenaa          | 56°30′14″N 10°49′31″Ø / 56.50390°N 10.82517°Ø |                           | 707-100539-2               | Upload foto |
| Stokkebro 60             |                           | 1825         | Stokkebro 60, 8500 Grenaa          | 56°30′14″N 10°49′31″Ø / 56.50390°N 10.82517°Ø |                           | 707-100539-3               | Upload foto |
| Stokkebro 60             |                           | 1920         | Stokkebro 60, 8500 Grenaa          | 56°30′14″N 10°49′31″Ø / 56.50390°N 10.82517°Ø |                           | 707-100539-4               | Upload foto |
| Søndergade 1, Grenaa     | Museum                    | 1730         | Søndergade 1, 8500 Grenaa          | 56°24′45″N 10°52′34″Ø / 56.41263°N 10.87599°Ø |                           | 707-56479-1                | Upload foto |
| Søndergade 1, Grenaa     | Museum                    | 1730         | Søndergade 1, 8500 Grenaa          | 56°24′45″N 10°52′34″Ø / 56.41263°N 10.87599°Ø |                           | 707-56479-2                | Upload foto |
| Søndergade 1, Grenaa     | Museum margasin           | 1870         | Søndergade 1, 8500 Grenaa          | 56°24′45″N 10°52′34″Ø / 56.41263°N 10.87599°Ø |                           | 707-56479-4                | Upload foto |
| Søndergade 1, Grenaa     | Museum                    | 1870         | Søndergade 1, 8500 Grenaa          | 56°24′45″N 10°52′34″Ø / 56.41263°N 10.87599°Ø |                           | 707-56479-5                | Upload foto |
| Søndergade 1, Grenaa     | Museum bagerste udstil.   | 1897         | Søndergade 1, 8500 Grenaa          | 56°24′45″N 10°52′34″Ø / 56.41263°N 10.87599°Ø |                           | 707-56479-6                | Upload foto |
| Søndergade 1, Grenaa     | Museum                    | 1897         | Søndergade 1, 8500 Grenaa          | 56°24′45″N 10°52′34″Ø / 56.41263°N 10.87599°Ø |                           | 707-56479-7                | Upload foto |
| Ørsted Kirkelade         |                           | 1160         | Kalkærsvej 1, 8950 Ørsted          | 56°29′54″N 10°20′18″Ø / 56.49844°N 10.33840°Ø |                           | 707-111051-6               | Upload foto |